# Andra slaget vid Pardakoski–Kärnakoski
Andra slaget vid Pardakoski–Kärnakoski utkämpades den 30 april 1790 under Gustav III:s ryska krig. Slaget stod mellan 1 500 svenska soldater under befäl av Gustaf Mauritz Armfelt och en rysk armé på 4 000-5 000 man ledd av Otto Henrik Igelström. Trots ryssarnas numerära överlägsenhet slutade drabbningen med svensk seger. Förlusterna på den svenska sidan uppgick till 239 döda, sårade och tillfångatagna. Ryssarnas förluster var större med 570 döda, sårade och tillfångatagna.